# Ермилов, Дмитрий Макарович
Дмитрий Макарович Ермилов (9 января 1925, Ленинград — неизвестно) — советский передовик производства в судостроительной промышленности. Герой Социалистического Труда (1976).

## Биография
Родился 9 января 1925 года в Ленинграде в рабочей семье.
До 1941 года учился в Ленинградской средней школе, с 1941 года после начала Великой Отечественной войны, Д. М. Ермилов наравне со старшими товарищами участвовал в строительных работах по заграждению дорог, рыл окопы, дежурил в госпиталях и работал токарем 2-го разряда на Кировском заводе — не выходя неделями из цеха, Д. М. Ермилов выполнял нормы на 200—250 процентов.
С 1945 по 1949 годы служил в Военно-морском флоте. С 1949 года после демобилизации из рядов Советской армии вернулся на Кировский завод, где продолжил работать токарем.
С 1959 по 1989 годы работал токарем-расточником на Опытном заводе, который в 1974 году вошел в состав Ленинградского научно-производственного объединения «Азимут» Министерства судостроительной промышленности СССР.
25 июля 1966 года «За высокие производственные достижения по итогам семилетнего плана (1959—1965)» Указом Президиума Верховного Совета СССР Д. М. Ермилов был награждён Орденом Знак Почёта.
26 апреля 1971 года «За высокие производственные достижения по итогам восьмой пятилетки (1966—1970)» Указом Президиума Верховного Совета СССР Д. М. Ермилов был награждён Орденом Ленина.
27 октября 1976 года «закрытым» Указом Президиума Верховного Совета СССР «за выдающиеся достижения в выполнении заданий правительства» Дмитрий Макарович Ермилов был удостоен звания Героя Социалистического Труда с вручением Ордена Ленина и золотой медали «Серп и Молот».
С 1989 года вышел на пенсию, жил в городе Санкт-Петербург.

## Награды
- Медаль «Серп и Молот» (27.10.1976)
- Орден Ленина (26.04.1971, 27.10.1976)
- Орден Знак Почёта (25.07.1966)